# Emmanuelle (jeu vidéo)
Pour les articles homonymes, voir Emmanuelle.
Emmanuelle est un jeu vidéo d'aventure développé et édité par Coktel Vision en 1989 sur Amiga, Atari ST et DOS. Le jeu a été écrit et dirigé par Muriel Tramis, et se veut teinté d'érotisme.
Muriel Tramis et son équipe ont par la suite développé d'autres jeux d'aventure, jugés plus aboutis, comme Fascination, Gobliiins (1991) ou Lost in Time (1993).

## Synopsis
Le jeu repose sur un scénario original créé par Muriel Tramis et Alain Bessard. Le prénom seul est censé évoquer tout un programme, l'éditeur ayant acheté les droits d'exploitation du livre d'Emmanuelle Arsan.
L'action se passe au Brésil. Le personnage incarné part à la recherche d'Emmanuelle et doit la séduire en ayant au préalable augmenté son potentiel érotique.

## Épreuves
Pour augmenter le potentiel érotique, symbolisé par un bâton de rouge à lèvres, trois règles de l'érotisme doivent être appliquées : la loi du nombre, la loi de l'asymétrie et la loi de la surprise. Ce qui signifie séduire le plus grand nombre de filles, si possible à plusieurs (en nombre impair) et de préférence masquées.
Par ailleurs, le personnage doit aussi retrouver trois statuettes érotiques, entre autres au théâtre Amazonas de Manaus et dans les chutes d'Iguaçu. Le personnage est condamné à draguer dans les bars des grands hôtels et dans les aéroports de ce vaste pays.
En regardant par un certain trou de serrure, avec un peu de chance le joueur peut assister à un striptease d'Emmanuelle, mais le plus souvent il ne voit qu'un vieux bonhomme prenant un bain de pieds.
Aucune scène érotique torride n'est présente dans le jeu.